# Мадонненталер

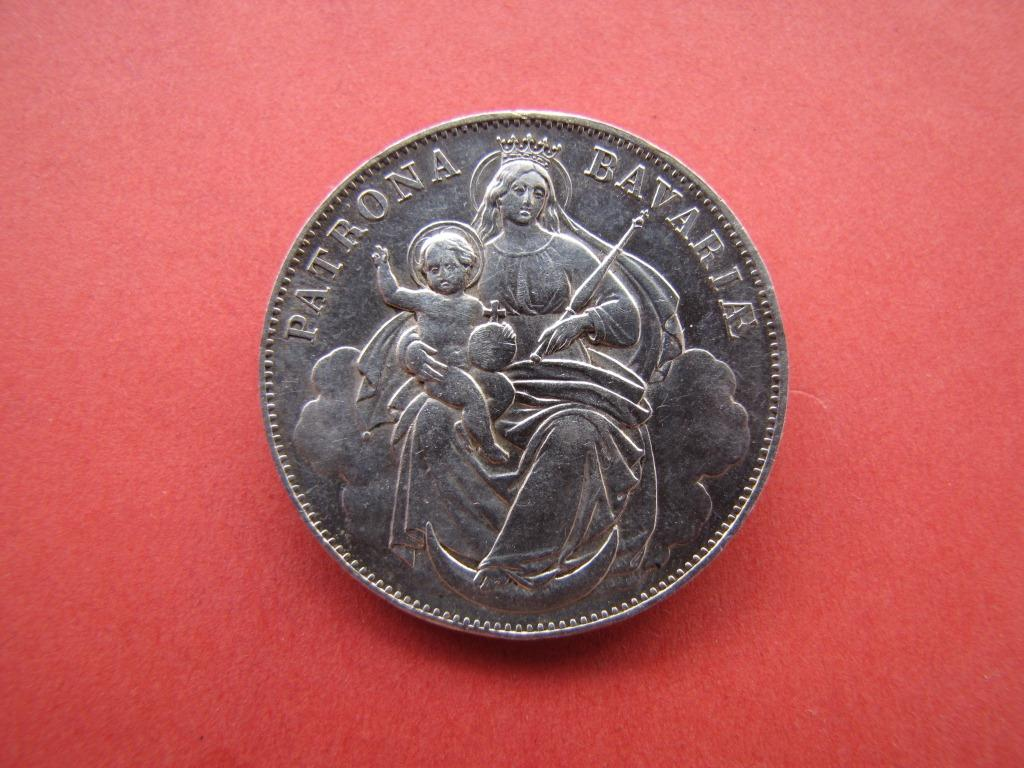
Мадонненталер Баварії 1865 року

Мадоненталер (Марієнталер) — назва талерів із зображенням Богородиці з немовлям.
Особливістю цих монет з здавалося б нейтральним сюжетом, був випуск лише тих країнах, населення яких сповідувало католичество. В 1609 курфюрст Баварії Максиміліан заснував католицьку лігу, яка об'єднала ряд німецьких князівств напередодні релігійної Тридцятирічної війни.
Мадоннеталери стали характерними для цих країн грошовими одиницями. Хоча монети із зображенням Мадонни з немовлям і продовжували карбувати після закінчення релігійних воєн, їх випуск вироблявся лише в державах з переважно католицьким населенням, а саме Майнцькому і Трірському курфюрстві, Зальцбурзькому архієпископстві, Айхштетському єпископстві, Ессені, Бамбурзі, Вюрцбурзі, а також Угорщині та Баварії .
Часто використовувалися як прикраси та амулети.